# JP/Politikens Hus

JP/Politikens Hus A/S (Logo)

Die JP/Politikens Hus A/S ist ein dänisches Medienunternehmen mit Sitz in Viby.
JP/Politikens Hus wurde am 1. Januar 2003 durch den Zusammenschluss von Politikens Holding A/S (50 %; Gründung 1883) und Jyllands-Posten Holding A/S (50 %; Gründung 1871), den Herausgebern der großen dänischen Tageszeitungen Politiken und Jyllands-Posten, gegründet. Zu dem Unternehmen gehören auch Politikens Boulevardzeitung Ekstra Bladet, Watch Medier und Finans. Im Jahr 2006 kam die Gratistageszeitung 24timer hinzu, die aber 2013 eingestellt und mit MetroXpress. fusioniert wurde.
Neben der Herausgabe dieser Zeitungen gehören zu den Geschäftsbereichen von JP/Politikens Hus auch Buchverlage, Druckereien, Lokalzeitungen in Dänemark und Schweden sowie eine Reihe von Multimediafirmen wie Dezeen.
Im Jahr 2020 erzielte die Gruppe einen Nettoumsatz von 2998 Mio. Dänische Kronen und hatte ca. 2140 Mitarbeiter. CEO ist Stig Kirk Ørskov.